# Billie Holiday
Billie Holiday (tên khai sinh Eleanora Fagan; 7 tháng 4 năm 1915 – 17 tháng 7 năm 1959) là ca sĩ nhạc jazz và swing người Mỹ. Được đồng nghiệp và nhạc sĩ nổi tiếng Lester Young đặt biệt danh là "Lady Day", Holiday đã tạo nên nhiều cải tiến trong lối hát nhạc jazz và pop. Cách hát của cô được lấy cảm hứng từ nhạc jazz, tạo nên nhiều cách trình bày mới trong việc nhả chữ và nhịp. Cô nổi tiếng với cách thay đổi tông giọng và kỹ năng ứng tác của mình.
Holiday lớn lên với một tuổi thơ cơ cực và khởi nghiệp với việc đi hát tại các hộp đêm quanh khu Harlem rồi được nhà sản xuất John Hammond phát hiện. Cô ký hợp đồng thu âm với hãng đĩa Brunswick Records vào năm 1935, sau đó hợp tác với Teddy Wilson sản xuất giai điệu "What a Little Moonlight Can Do", một trong những bản nhạc jazz kinh điển nhất mọi thời đại. Trong suốt các thập niên 1930 và 1940, Holiday có nhiều thành công với các hãng đĩa Columbia và Decca. Cuối những năm 1940, cô bắt đầu gặp nhiều rắc rối liên quan tới luật pháp và sử dụng ma túy. Cô trở lại sau án tù với buổi diễn tại Carnegie Hall. Danh tiếng cô khôi phục với nhiều buổi diễn thành công trong thập niên 1950, đặc biệt là 2 buổi diễn cháy vé tại Carnegie Hall. Tuy nhiên, những sản phẩm thu âm cuối cùng của cô không được đánh giá cao do chất giọng bị hủy hoại cùng những rắc rối cá nhân bên lề. Album phòng thu cuối cùng của Holiday, Lady in Satin, được phát hành vào năm 1958. Cô qua đời vì xơ gan vào năm 1959 ở tuổi 44.
Holiday giành được 4 giải Grammy, tất cả đều được trao sau khi cô qua đời, trong đó có giải "Album có tính lịch sử nhất". Cô được xứng danh tại Đại sảnh Danh vọng Grammy và Đại sảnh Danh vọng R&B. Năm 2000, Holiday có tên trong Đại sảnh Danh vọng Rock and Roll với dòng ghi chú "Billie Holiday thay đổi nhạc jazz mãi mãi". Cô được vinh danh trong "50 giọng ca vĩ đại nhất" của đài phát thanh NPR và đứng thứ 4 trong danh sách "500 ca sĩ vĩ đại nhất mọi thời đại" (2003) của tạp chí Rolling Stone. Holiday cũng là chủ đề của nhiều bộ phim điện ảnh và tài liệu, gần đây nhất có thể kể tới The United States vs. Billie Holiday (2021).

## Danh sách đĩa nhạc
- Billie Holiday Sings (1952)
- An Evening with Billie Holiday (1953)
- Billie Holiday (1954)
- Music for Torching (1955)
- Velvet Mood (1956)
- Lady Sings the Blues (1956)
- Body and Soul (1957)
- Songs for Distingué Lovers (1957)
- Stay with Me (1958)
- All or Nothing at All (1958)
- Lady in Satin (1958)
- Last Recording (1959)